# Ni repris ni échangé
Pour les articles homonymes, voir Ni reprise, ni échangée.
Pour plus de détails, voir Fiche technique et Distribution.
Ni repris ni échangé (No se aceptan devoluciones) est une comédie dramatique mexicaine sortie en 2013 écrite, réalisée et interprétée par Eugenio Derbez.  
Le film suit un père célibataire, qui a élevé seul une petite fille laissée sur le pas de sa porte six ans auparavant, qui voit la mère de l'enfant débarquer dans leur vie.
Ce film fut réadapté en 2016, avec la sortie de la comédie dramatique française Demain tout commence réalisée par Hugo Gélin.

## Synopsis
Valentin, célibataire, vit à Acapulco. Un jour, un de ses anciens flirts, Julie, dépose chez lui sans explication un bébé, et s'enfuit pour retourner aux États-Unis. Valentin décide d'aller à Los Angeles en auto-stop pour rendre l'enfant, la petite Maggie, à sa mère. Incapable de retrouver cette dernière, il s'occupe de Maggie pendant six ans, tout en exerçant le métier de cascadeur pour le cinéma. Valentin qui déteste l'anglais, compte sur Maggie pour traduire et négocier sur le plateau. Père aimant et dévoué, il cache la vérité à sa fille en écrivant chaque semaine une lettre, soi-disant de sa maman, toujours en mission pour sauver le monde.
Son ex-petite amie Julie réapparaît alors, accompagnée de son amie Renée. À la fin de ces quelques jours, elle repart pour New York, promettant de la revoir pendant les vacances. Mais, Julie dépose une demande de garde pour Maggie, prétextant qu'elle ne peut plus vivre sans elle, et évoquant le métier dangereux de son père. Néanmoins, le juge lui confirme la garde, au vu de la sincérité de Valentin et des efforts constants pour être un bon père.
Julie demande un test de paternité, qui se révèle négatif. Valentin doit laisser Maggie partir avec sa mère. Au dernier moment, Maggie et lui s'enfuient à Acapulco.
Julie interroge le directeur qui emploie Valentin. Celui-ci lui révèle que l'enfant est atteinte d'une maladie cardiaque sans espoir de guérison ou de traitement. Elle décide alors d'aller les rejoindre au Mexique, où va mourir la petite fille deux semaines après avoir réalisé son rêve qui était de sauter du haut d'une falaise à Acapulco.

## Fiche technique
- Titre : Ni repris ni échangé
- Titre original : No se aceptan devoluciones
- Réalisateur : Eugenio Derbez
- Scénario : Guillermo Ríos, Leticia López Margalli, Eugenio Derbez
- Musique : Carlo Siliotto
- Producteur : Mónica Lozano
- Pays :  Mexique
- Langues : espagnol, anglais
- Durée : 122 min
- Année de sortie : 2013
- Budget : 5 000 000 $

## Distribution
- Eugenio Derbez (VF : Julien Chatelet) : Valentín
- Jessica Lindsey (VF : Julie Deliquet) : Julie
- Loreto Peralta (VF : Caroline Combes) : Maggie
- Daniel Raymont (VF : Christophe Seugnet) : Frank Ryan
- Alessandra Rosaldo : Renee
- Hugo Stiglitz : Johnny Bravo
- Sammy Pérez : Sammy
- Arcelia Ramírez : Judeisy
- Karla Souza (VF : Ana Piévic) : Jackie
- Agustín Bernal : Lupe
- Margarita Wynne : Sofía
- Katia Kossiak (VF : Ana Piévic) : Melissa
- Danny Lopez : Aztec Man
- Arap Bethke : avocat de Valentín
- Andres Vazquez : Valentin enfant

Version française
- Société de doublage : Wantake
- Direction artistique : Frédéric Souterelle
- Adaptation des dialogues : Elena Regdosz
- Ingénieur du son : Elie Chardeaux

 Source et légende : version française (VF) sur RS Doublage